# Arnold I van Loon

Wapen van Van Loon

Arnold I van Loon (ca. 1050 - ca. 1126) was graaf van Loon.

## Biografie
Arnold volgde zijn vader Emmo van Loon op in 1079 of eerder. In 1086 werd hij ook voogd van de Sint-Pieter te Luik. In 1088 bemiddelde Arnold in een conflict over de opvolging van zijn oom Otto II van het graafschap Duras als abt van abdij van Sint-Truiden. Hij hielp de Luikse prins-bisschop Hendrik I van Verdun om diens kandidaat aan de macht te brengen. Hiervoor kreeg hij in 1094 de functie van voogd van Sint-Truiden, voor de bezittingen in het bisdom Metz - ondanks fel verzet van Hendrik I van Limburg.
Omstreeks 1115 erfde hij van zijn schoonvader de functie van burggraaf van Mainz.  Hij werd ook voogd van het stift St.-Peter & Alexander te Aschaffenburg. In 1119 steunde Arnold de kandidatuur van Frederik van Namen voor de functie van bisschop van Luik, die inderdaad werd gekozen.

## Nakomelingen
Arnold huwde omstreeks 1100 Adelheid van Mainz. Zij was de enige dochter van Gerard, burggraaf van Mainz en graaf van Rieneck, en Hedwig van Blieskastel. Zij kregen de volgende kinderen:
- Arnold II van Loon
- (mogelijk) Beatrix, gehuwd met Arnout van Aarschot